# Pęknięte ucho
Pęknięte ucho – szósta część przygód młodego reportera Tintina i jego psa Milusia. Autorem komiksu jest Hergé.

## Treść
W Muzeum Etnograficznym zostaje skradziony fetysz plemienia Arumbayów. Zaciekawiony sprawą  Tintin czyta książkę o wyprawie na tereny tego plemienia. Dostrzega w niej rysunek skradzionego fetysza, zwracając przy tym uwagę na jego wyszczerbione ucho. Następnego dnia, fetysz zostaje zwrócony do muzeum,  jednak Tintin odkrywa,  że jego ucho jest nietknięte. Bohater odnajduje adres artysty, który wykonywał drewniane figurki - pana Baltazara. Z gazet wynika, że zmarł na skutek zatrucia się gazem, lecz reporter po przyjściu do jego domu odkrywa, że został on zamordowany. Po panu Baltazarze pozostała tylko jego papuga. Tintin nie przejmuje się zwierzęciem, ale po wyjściu z mieszkania Baltazara postanawia ją odkupić. Niestety uprzedza go jakiś człowiek - jest to Ramon Bada, nożownik. Papuga ucieka mu, gdy ten wplątuje się w bójkę z pewnym człowiekiem. Tintin próbuje ją bezskutecznie złapać; Ramon dziękuje mu za pomoc, kłamiąc, że odziedziczył ją po dziadku. I reporter, i Ramon Bada umieszczają w gazetach ogłoszenie o zaginięciu  papugi. Znaleziona papuga zostaje oddana Tintinowi, ale zwierzę znów ucieka. Zwierzę powraca do  mieszkania Baltazara. Ramon i jego przyjaciel, Alonzo Perez, wchodzą do domu reportera, żeby ukraść ptaka, ale nie znajdują jej. Usiłują przy tym zabić Tintina, co im się nie udaje. Trochę później, bandyci przychodzą do domu rzeźbiarza i zabierają papugę do siebie. Gadatliwe zwierzę, które mówi wszystko, co usłyszało, cytuje ostatnie słowa opiekuna:"Rodrigo Tortilla, zabiłeś mnie!" Ramon i Alonzo w ten sposób odnaleźli zabójcę. Jednak Tintin, ukryty za ścianą, wszystko usłyszał i postanowił ich śledzić.
Dwaj bandyci wyruszają do San Teodoros, aby odnaleźć zabójcę Baltazara, Rodrigo Tortillę. Podczas pobytu na statku podejrzewają Tintina o ukrywanie się pod fałszywą tożsamością i próbują odnaleźć go wśród innych współpasażerów, nic jednak nie osiągają i upewniają się, że nie ma go w okolicy. Udaje im się odszukać Tortillę na pokładzie statku - mordują go i wrzucają ciało do morza. Aresztują ich załoga statku oraz Tintin ucharakteryzowany na czarnoskórego. Reporter schodzi na ląd proszony o zeznania, ale jego walizka zostaje podmieniona i reporter zostaje aresztowany pod zarzutem planowania zamachu. Tymczasem statek odpływa, a Tintin zostaje skazany na śmierć. Po kilkukrotnych próbach egzekucji, z których każda zakończyła się fiaskiem, pułkownik proponuje Tintinowi napić się miejscowego trunku w oczekiwaniu na egzekucję. Reporter zgadza się i gdy po pół godzinie pluton jest gotowy, pijany wiwatuje na cześć generała Alcazara. Ratuje go przejęcie władzy przez tegoż generała, który to mianuje młodzieńca swoim adiutantem. Pułkownik Diaz, który przez to został zdegradowany do stopnia kaprala, poprzysięga zemstę na Tintinie i dołącza do stowarzyszenia sprzeciwiającego się Alcazarowi; kulkukrotnie próbuje przeprowadzić zamach na życie tej dwójki, za każdym razem jednak sam wpada w tarapaty. Ramon i Alonzo porywają reportera i grożą mu śmiercią, jeżeli ten nie wyjawi im, gdzie jest fetysz; Tintin kłamie, że ten został w jego bagażu na statku. Cudem udaje mu się uciec i doprowadzić do aresztowania obydwojga. Agent R.W. Chicklet próbuje przekonać Tintina do rozpętania wojny pomiędzy San Teodoros a Nuevo Rico; gdy ten się nie zgadza, zatrudnia seryjnego zabójcę imieniem Pablo, który ma go zastrzelić. Gdy to się nie udaje i morderca jest zdany na łaskę reportera, ten go nie krzywdzi. Tintin zostaje później wrobiony przez Bazylego Barrowa, który handluje bronią i fałszuje list z ministerstwa republiki Nuevo Rico, w którym rząd republiki dziękuje za przekazanie im planów broni. Tintin zostaje oskarżony o działalność przeciwko państwu i ucieka przed generałem, w czym pomaga mu Pablo. Podczas ucieczki kradnie samochód wojskowy i przekracza granicę, co zostaje uznane omyłkowo za wypowiedzenie wojny; pod ostrzałem rozbija pojazd i zostaje aresztowany, daje radę jednak się wymknąć. W międzyczasie Ramon i Alonzo zostają zaciągnięci do wojska, planują jednak szybko uciec; dowiadują się, że statek LYON, którym płynął Tintin i na którym rzekomo pozostał fetysz, doszczętnie spłonął. Reporter postanawia udać się do kraju Arumbayów, aby wyjaśnić sprawę fetysza. Tam spotyka podróżnika, Ridgwella, który został uznany za zaginionego, a żyje wśród Arumbayów. Niestety zostają oni złapani przez Bibarów, wrogów Arumbayów. Bibarowie  mają zamiar ich zabić, ale ratuje ich to, że Ridgwell jest brzuchomówcą. Następnie idą do Arumbayów i wyjaśniają sprawę fetysza. Tintin odkrywa cel bandytów i Tortilli - w fetyszu znajduje się diament. Kilka dni później Alonzo i Ramon próbują zabić Tintina, ale temu udaje się ich związać, przedtem zdradzając im, że fetysz wcale nie znajdował się na LYONIE. Mimo to uwalniają się i próbują zatopić reportera. Tintin dociera do Sanfaction i płynie do Europy. Pomiędzy Nuevo Rico a San Teodoros zostaje zawarte zawieszenie broni.
Po powrocie, Tintin dostrzega  sklep, w którym sprzedaje się kopie  fetyszu Arumbayów. Reporterowi udaje się ustalić, kto teraz posiada oryginał. Na pokładzie statku, na którym znajduje się Goldwood - nowy właściciel fetysza, przebywają Alonzo i Ramon, którzy postanawiają mu go ukraść. Udaje im się to, ale gdy wychodzą z kajuty Goldwooda natyka się na nich Tintin. Bandyci upuszczają fetysz, z którego wypada diament. Wszyscy trzej - Tintin, Alonzo i Ramon próbują go złapać i przypadkiem wrzucają go do wody. Bandyci na ten widok próbują udusić reportera, ale w szarpaninie wpadają do wody. Tintinowi udaje się wypłynąć na powierzchnię, ale bandyci toną. Reporter wyjaśnia całe zajście panu Goldwoodowi, który oddaje mu fetysz. Tintin zanosi go do muzeum, z którego został ukradziony.